# Уфтюга (приток Кокшеньги)
У́фтюга — река Вологодской области Российской Федерации, левый приток реки Кокшеньги (бассейн Северной Двины). Протекает по территории Тотемского и Тарногского районов.
Длина реки — 124 км, площадь бассейна — 1060 км².
Уфтюга берёт начало из большого Уфтюжского болота в 25 километрах к северу от г. Тотьма. В верхнем течении река течёт на север по ненаселённой, лесной местности, в среднем течении поворачивает на восток, лес отступает от берегов. Нижнее течение реки довольно плотно заселено, по берегам большое количество деревень. Течение реки среднее, русло извилистое.
Уфтюга впадает в Кокшеньгу тремя километрами ниже большого села Тарногский Городок, районного центра Тарногского района.

## Данные водного реестра
По данным государственного водного реестра России относится к Двинско-Печорскому бассейновому округу, водохозяйственный участок реки — Вага, речной подбассейн реки — Северная Двина ниже места слияния Вычегды и Малой Северной Двины. Речной бассейн реки — Северная Двина.
По данным геоинформационной системы водохозяйственного районирования территории РФ, подготовленной Федеральным агентством водных ресурсов:
- Код водного объекта в государственном водном реестре — 03020300212103000031124
- Код по гидрологической изученности (ГИ) — 103003112
- Код бассейна — 03.02.03.002
- Номер тома по ГИ — 03
- Выпуск по ГИ — 0

### Притоки (км от устья)
- 23 км: река Лохта (пр)
- 27 км: река Кузеньга (лв)
- 45 км: река Поца (пр)
- 63 км: река Яхреньга (пр)
- 94 км: река Ронга (лв)